# ناحیه هالاین
ناحیه هالاین (به آلمانی: Hallein District) یک ناحیه در اتریش است که در ایالت زالتسبورگ واقع شده‌است. ناحیه هالاین ۵۴٬۲۸۲ نفر جمعیت دارد.